# Mbah Gotho
Mbah Gotho var verdens ældste person (1870-2017). Han blev cirka 147 år, hvilket gør ham til den længstlevende person nogensinde, men det er dog ikke officielt.
Mbah planlage sin begravelse allerede i 1992, hvor han var 122 år. Mbah Gotho var fra Indonesien.